# 弗雷库尔
弗雷库尔（法語：Vrécourt，法語發音：[vʁekuʁ] ⓘ）是法国大東部大區孚日省的一个市镇，属于讷沙托区。

## 地理
弗雷库尔（48°10'28"N, 5°42'13"E）面积12.46 平方千米，位于法国大東部大區孚日省，该省份为法国东北部内陆省份，北起默兹省和默尔特-摩泽尔省，西接上马恩省，南至上索恩省和贝尔福地区省，东临上莱茵省和下莱茵省。
与弗雷库尔接壤的市镇（或旧市镇、城区）包括：肖蒙拉维尔、格拉菲尼舍曼、穆宗河畔苏洛库尔、罗贝库尔、圣旺莱帕雷、索维尔、于尔维尔。

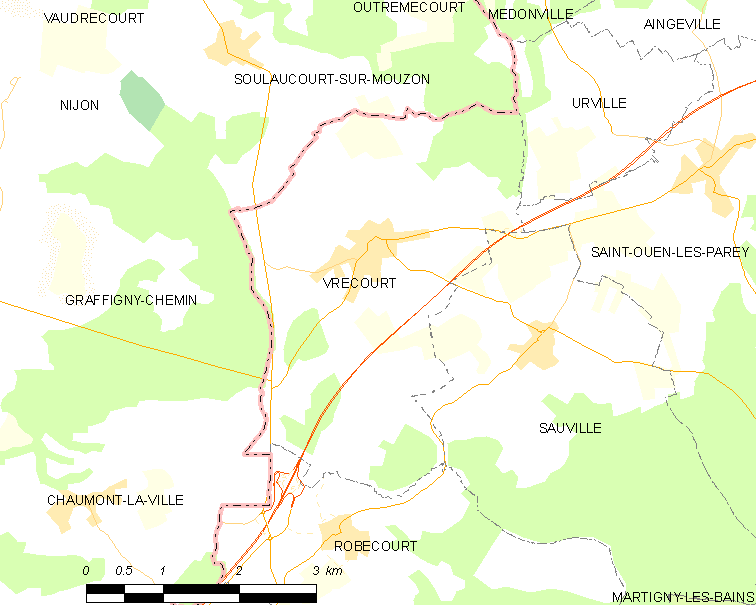
弗雷库尔的OSM定位图

弗雷库尔的时区为UTC+01:00、UTC+02:00（夏令时）。

## 行政
弗雷库尔的邮政编码为88140，INSEE市镇编码为88524。

## 政治
弗雷库尔所属的省级选区为维泰勒县。

## 人口

1962-2008年间弗雷库尔人口变化图示

弗雷库尔于2022年1月1日时的人口数量为349人。